# ATP-toernooi van Hongkong
Het ATP-toernooi van Hongkong is een jaarlijks terugkerend tennistoernooi voor mannen. Het toernooi vond plaats van 1973 tot en met 2002 onder de naam Salem Open, waarna de licentie in 2003 werd de licentie overgenomen door het ATP-toernooi van Bangkok. Echter, na een afwezigheid van 21 jaar, werd het toernooi in januari 2024 hervat nadat licentiehouder IMG de licentie van het ATP-toernooi van Pune verplaatste naar Hongkong. 

## Finales

### Enkelspel
| Jaar    | Winnaar             | Runner-up           | Score                   |
| ------- | ------------------- | ------------------- | ----------------------- |
| 1973    | Rod Laver           | Charlie Pasarell    | 6-3, 3-6, 6-2, 6-2      |
| 1974    | Niet gehouden       | Niet gehouden       | Niet gehouden           |
| 1975    | Tom Gorman          | Sandy Mayer         | 6-3, 6-1, 6-1           |
| 1976    | Ken Rosewall (1)    | Ilie Năstase        | 1-6, 6-4, 7-6, 6-0      |
| 1977    | Ken Rosewall (2)    | Tom Gorman          | 6-3, 5-7, 6-4, 6-4      |
| 1978    | Eliot Teltscher (1) | Pat DuPré           | 6-4, 6-3, 6-2           |
| 1979    | Jimmy Connors       | Pat DuPré           | 7-5, 6-3, 6-1           |
| 1980    | Ivan Lendl          | Brian Teacher       | 5-7, 7-6, 6-3           |
| 1981    | Van Winitsky        | Mark Edmondson      | 6-4, 6-7, 6-4           |
| 1982    | Pat DuPré           | Morris Strode       | 6-3, 6-3                |
| 1983    | Wally Masur         | Sammy Giammalva Jr. | 6-1, 6-1                |
| 1984    | Andrés Gómez (1)    | Tomáš Šmíd          | 6-3, 6-2                |
| 1985    | Andrés Gómez (2)    | Aaron Krickstein    | 6-3, 6-3, 3-6, 6-4      |
| 1986    | Ramesh Krishnan     | Andrés Gómez        | 7-6, 6-0, 7-5           |
| 1987    | Eliot Teltscher (2) | John Fitzgerald     | 6-7, 3-6, 6-1, 6-2, 7-5 |
| 1988-89 | Niet gehouden       | Niet gehouden       | Niet gehouden           |
| 1990    | Pat Cash            | Alex Antonitsch     | 6-3, 6-4                |
| 1991    | Richard Krajicek    | Wally Masur         | 6-2, 3-6, 6-3           |
| 1992    | Jim Courier         | Michael Chang       | 7-5, 6-3                |
| 1993    | Pete Sampras (1)    | Jim Courier         | 6-3, 6-7(1), 7-6(2)     |
| 1994    | Michael Chang (1)   | Pat Rafter          | 6-1, 6-3                |
| 1995    | Michael Chang (2)   | Jonas Björkman      | 6-3, 6-1                |
| 1996    | Pete Sampras (2)    | Michael Chang       | 6-4, 3-6, 6-4           |
| 1997    | Michael Chang (3)   | Pat Rafter          | 6-3, 6-3                |
| 1998    | Kenneth Carlsen     | Byron Black         | 6-2, 6-0                |
| 1999    | Andre Agassi        | Boris Becker        | 6-7(4), 6-4, 6-4        |
| 2000    | Nicolas Kiefer      | Mark Philippoussis  | 7-6(4), 2-6, 6-2        |
| 2001    | Marcelo Ríos        | Rainer Schüttler    | 7-6(3), 6-2             |
| 2002    | Juan Carlos Ferrero | Carlos Moyà         | 6-3, 1-6, 7-6(4)        |
| 2003-23 | Niet gehouden       | Niet gehouden       | Niet gehouden           |
| 2024    | Andrej Roebljov     | Emil Ruusuvuori     | 6-4, 6-4                |
| 2025    | Alexandre Müller    | Kei Nishikori       | 6-2, 6-3                |

### Dubbelspel
| Jaar    | Winnaars                               | Runners-up                        | Score            |
| ------- | -------------------------------------- | --------------------------------- | ---------------- |
| 1973    | Colin Dibley Rod Laver                 | Paul Gerken Brian Gottfried       | 6-3, 5-7, 17-15  |
| 1974    | Niet gehouden                          | Niet gehouden                     | Niet gehouden    |
| 1975    | Tom Okker Ken Rosewall                 | Bob Carmichael Sandy Mayer        | 6-3, 6-4         |
| 1976    | Hank Pfister Butch Walts               | Anand Amritraj Ilie Năstase       | 6-4, 6-2         |
| 1977    | Syd Ball Kim Warwick (1)               | Marty Riessen Roscoe Tanner       | 7-6, 6-3         |
| 1978    | Mark Edmondson John Marks              | Hank Pfister Brad Rowe            | 5-7, 7-6, 6-1    |
| 1979    | Pat DuPré Robert Lutz                  | Steve Denton Mark Turpin          | 6-3, 6-4         |
| 1980    | Peter Fleming Ferdi Taygan             | Bruce Manson Brian Teacher        | 7-5, 6-2         |
| 1981    | Chris Dunk Chris Mayotte               | Martin Davis Brad Drewett         | 6-4, 7-6         |
| 1982    | Charles Strode Morris Strode           | Kim Warwick Van Winitsky          | 6-4, 3-6, 6-2    |
| 1983    | Drew Gitlin Craig Miller               | Sammy Giammalva Jr. Steve Meister | 6-2, 6-2         |
| 1984    | Ken Flach Robert Seguso                | Mark Edmondson Paul McNamee       | 6-7, 6-3, 7-5    |
| 1985    | Brad Drewett Kim Warwick (2)           | Jakob Hlasek Tomáš Šmíd           | 3-6, 6-4, 6-2    |
| 1986    | Mike De Palmer Gary Donnelly           | Pat Cash Mark Kratzmann           | 7-6, 6-7, 7-5    |
| 1987    | Mark Kratzmann Jim Pugh                | Martin Davis Brad Drewett         | 6-7, 6-4, 6-2    |
| 1988-89 | Niet gehouden                          | Niet gehouden                     | Niet gehouden    |
| 1990    | Pat Cash Wally Masur                   | Kevin Curren Joey Rive            | 6-3, 6-3         |
| 1991    | Patrick Galbraith (1) Todd Witsken     | Glenn Michibata Robert Van't Hof  | 6-2, 6-4         |
| 1992    | Brad Gilbert Jim Grabb                 | Byron Black Byron Talbot          | 6-2, 6-1         |
| 1993    | David Wheaton Todd Woodbridge          | Sandon Stolle Jason Stoltenberg   | 6-1, 6-3         |
| 1994    | Jim Grabb Brett Steven                 | Jonas Björkman Patrick Rafter     | Walk-over        |
| 1995    | Tommy Ho Mark Philippoussis            | Jakob Hlasek Patrick McEnroe      | 6-1, 6-7, 7-6    |
| 1996    | Patrick Galbraith (2) Andrej Olchovski | Kent Kinnear Dave Randall         | 6-3, 6-7, 7-6    |
| 1997    | Martin Damm Daniel Vacek               | Karsten Braasch Jeff Tarango      | 6-3, 6-4         |
| 1998    | Byron Black Alex O'Brien               | Neville Godwin Tuomas Ketola      | 7-5, 6-1         |
| 1999    | James Greenhalgh Grant Silcock         | Andre Agassi David Wheaton        | Walk-over        |
| 2000    | Wayne Black Kevin Ullyett              | Dominik Hrbatý David Prinosil     | 6-1, 6-2         |
| 2001    | Karsten Braasch André Sá               | Petr Luxa Radek Štěpánek          | 6-0, 7-5         |
| 2002    | Jan-Michael Gambill Graydon Oliver     | Wayne Arthurs Andrew Kratzmann    | 6-7, 6-4, 7-6    |
| 2003-23 | Niet gehouden                          | Niet gehouden                     | Niet gehouden    |
| 2024    | Marcelo Arévalo Mate Pavić             | Sander Gillé Joran Vliegen        | 7-6(3), 6-4      |
| 2025    | Sander Arends Luke Johnson             | Karen Chatsjanov Andrej Roebljov  | 7-5, 4-6, [10-6] |

## Statistieken

### Meeste enkelspeltitels
| Aantal titels | Speler          | Jaren            |
| ------------- | --------------- | ---------------- |
| 3             | Michael Chang   | 1994, 1995, 1997 |
| 2             | Ken Rosewall    | 1976, 1977       |
| 2             | Andrés Gómez    | 1984, 1985       |
| 2             | Eliot Teltscher | 1978, 1987       |
| 2             | Pete Sampras    | 1993, 1996       |

(Bijgewerkt t/m 2025)

### Meeste enkelspeltitels per land
| Aantal titels | Land             |
| ------------- | ---------------- |
| 13            | Verenigde Staten |
| 5             | Australië        |
| 2             | Ecuador          |

(Bijgewerkt t/m 2025)

### Enkel- en dubbelspeltitel in hetzelfde jaar
| Tennisser | Jaar |
| --------- | ---- |
| Rod Laver | 1973 |
| Pat Cash  | 1990 |

1973 · 1974 · 1975 · 1976 · 1977 · 1978 · 1979 · 1980 · 1981 · 1982 · 1983 · 1984 · 1985 · 1986 · 1987 · 1988 · 1989 · 1990 · 1991 · 1992 · 1993 · 1994 · 1995 · 1996 · 1997 · 1998 · 1999 · 2000 · 2001 · 2002 · 2003-2023 · 2024 · 2025
 Johannesburg (1992) →  Durban (1993) →  Sun City (1994) →  Johannesburg (1995) →  New Delhi (1996) →  Chennai (1997-2017) →  Pune (2018-2023) →  Hongkong (2024-heden)
 Hongkong (1973, 1975-1987, 1990-2002) →  Bangkok (2003-2013) →  Shenzhen (2014-2018) →  Zhuhai (2019-2023) →  Hangzhou (2024-heden)
ITF-toernooien (mannen en vrouwen)

ATP-toernooien (mannen) – ATP-seizoen 2025

WTA-toernooien (vrouwen) – WTA-seizoen 2025

Voormalige toernooien mannen
Voormalige toernooien vrouwen
Voormalige amateurtoernooien